# Forrest Mars, Jr.
Forrest Mars, Jr. (* 16. August 1931 in Oak Park, Illinois; † 26. Juli 2016 in Seattle, Washington) war ein US-amerikanischer Unternehmer und Inhaber der „Mars Incorporated“.

## Leben
Sein Vater war Forrest Mars senior, seine Geschwister Jacqueline Mars und John Franklyn Mars. Forrest Mars studierte an der Yale University und an der New York University. Nach Angaben des US-amerikanischen Forbes Magazine gehörte Mars zu den reichsten US-Amerikanern. Er war zweimal verheiratet. Die Ehen wurden 1990 bzw. 2010 geschieden. Der ersten Ehe entstammen vier Kinder, der zweiten Ehe drei. Er lebte in Big Horn, Wyoming.

## Vermögen
Forrest Mars Jr. war Multi-Milliardär. Gemäß der Forbes-Liste 2016 betrug sein Vermögen ca. 23,4 Milliarden US-Dollar. Damit belegte Forrest Mars Jr. Platz 27 auf der Forbes-Liste der reichsten Menschen der Welt.